# Obnovljivi izvori energije
Obnovljivi izvori energije, obnovljivi izvori dobara ili obnovljivi resursi su izvori materijala ili energije koji se stalno ili određenim postupcima obnavljaju pa se tako mogu iskorištavati bez iscrpljivanja. To su biomasa, posebno drvo, te biljne kulture, preradom kojih se dobivaju prehrambene ili energetske sirovine. Obnovljivi su (neiscrpivi) izvori energije i Sunce, vjetar, morske mijene, hidroenergija i hidrotermalna voda. Korištenjem obnovljivih izvora čuva se okoliš, jer su to izvori čiste energije koja ga ne zagađuje. Veliki broj država u okviru svojih energetskih politika potiče izgradnju postrojenja obnovljivih izvora energije jer "primjenjuju različite poticajne mjere kako bi osigurale rast udjela obnovljivih izvora energije u energetskom miksu".

## Održiva energija
Održiva energija ili zelena energija je energetski učinkovit način proizvodnje i korištenja energije koji ima što manje štetnog utjecaja na okoliš. Održivi razvoj je onaj razvoj koji zadovoljava današnje potrebe, bez ugrožavanja mogućnosti da i buduće generacije ostvare svoje potrebe. Održiva gradnja je svakako jedan od značajnijih dijelova održivog razvoja, a uključuje upotrebu građevinskih materijala koji nisu štetni po okoliš, energetsku učinkovitost zgrada i gospodarenje otpadom koji je nastao pri gradnji i rušenju građevina. U vezi s održivim razvojem, održiva gradnja mora osigurati trajnost, kvalitetu oblikovanja i konstrukciju uz financijsku, ekonomsku i ekološku prihvatljivost. Održiva energija obuhvaća korištenje obnovljive energije (hidroenergija, energija vjetra, sunčeva energija, energija valova, geotermalna energija, energija biomase, energija plime i oseke, te vodikova ekonomija) i energetsku učinkovitost kod njenog korištenja.

### Hidroenergija
Hidroenergija, hidraulička energija ili energija vode je snaga dobivena iz sile ili energije tekuće vodene mase, koja se može upotrijebiti u čovjeku korisne svrhe. Prije nego što je komercijalna električna energija postala široko dostupna, energija vode se koristila za navodnjavanje i pogon raznih strojeva, poput vodenica, strojeva u tekstilnoj industriji, pilana, lučkih dizalica ili dizala.

### Energija vjetra
Energija vjetra se pretvara je u korisni oblik energije, električnu energiju, pomoću vjetroelektrana. U klasičnim vjetrenjačama energiju vjetra pretvaramo u mehaničku, te je kao takvu direktno koristimo za mljevenje žitarica ili pumpanje vode. Krajem 2007. instalirana snaga vjetroelektrana u svijetu bila je 94,1 GW. Trenutno vjetroelektrane pokrivaju tek 1 % svjetskih potreba za električnom energijom, dok u Danskoj ta brojka iznosi 19 %, Španjolskoj i Portugalu 9 %, Njemačkoj i Irskoj 6 % (podaci za 2007.). Električnom energijom iz vjetra vjetroelektrane snabdijevaju elektro energetsku mrežu kao što i pojedinačni vjetroagregati napajaju izolirana mjesta. Vjetar je bogat, obnovljiv, lako dostupan i čist izvor energije. Nedostatak vjetra rijetko uzrokuje nesavladive probleme kada u malom udjelu sudjeluje u opskrbi električnom energijom, ali pri većem oslanjanju na vjetar dovodi do većih gubitaka.

### Sunčeva energija
Sunčeva energija ili solarna energija je energija Sunca, njegova svjetlost i toplina koju ljudi koriste od davnina uz pomoć raznih tehnologija. Sunčeva svjetlost uz druge obnovljive izvore kao što su vjetar, energija valova i biomasa, se računaju u najčešće dostupne obnovljive izvore energije na Zemlji. Upotrebljava se samo mali dio sunčeve energije od one koja je na raspolaganju. Sunčeva energija pruža električnu energiju pomoću toplinskih strojeva ili fotonaponskih sustava. Jednom pretvorena, njena upotreba je ograničena samo ljudskom genijalnošću. Djelomični popis sunčevih sustava uključuje prostor za grijanje i hlađenje kroz pasivnu solarnu arhitekturu, pitku vodu kroz destilaciju i dezinfekciju, toplinsku energiju za kuhanje i visoku temperaturu procesa topline za industrijske svrhe. Sunčeve tehnologije su široko karakterizirane ili kao pasivne ili aktivne, ovisno o načinu sakupljanja, pretvaranja i raspodjele sunčevog svjetla. Aktivne tehnike uključuju uporabu fotonaponskih članaka i sunčevih toplovodnih kolektora (s električnom ili mehaničkom opremom) kako bi pretvorili sunčevu svjetlost u korisne izlazne jedinice. Pasivne tehnike uključuju orijentaciju zgrade prema Suncu, odabir materijala s povoljnim termalnim svojstvima ili svojstvima raspršivanja svjetlosti, te projektiranje prostora kod kojih prirodno cirkulira zrak.

### Energija biomase
Pod energijom biomase razumijemo energiju koja se u pravilu oslobađa oksidacijom (gorenje) raznih organskih materijala. Najuobičajeniji i najtradicionalniji način korištenja ove energije je klasična vatra. Smatra se da je otkriće vatre, zapravo njeno kontrolirano korištenje, pokrenulo razvoj i "napredak" ljudske vrste, odnosno civilizacije. Izgleda da je civilizacija sada zatvorila puni krug - nakon što je moderno društvo gotovo zaboravilo drvo i slične materijale kao gorivo, a uljuljano u blagodati moderne, pomodne i jeftine nafte, sada se pojavljuju razne direktive koje traže da se toliko i toliko fosilnih goriva zamijeni gorivima iz obnovljivih organskih izvora.

#### Biogoriva
Biogoriva su goriva koja se dobivaju preradom biomase. Njihova energija je dobivena fiksacijom ugljika, tj. redukcijom ugljika iz zraka u organske spojeve. Za razliku od ugljika koji oslobađaju fosilna goriva mijenjajući klimatske uvjete na Zemlji, ugljik u biogorivima dolazi iz atmosfere, odakle ga biljke uzimaju tijekom rasta. Iako su fosilna goriva dobivena fiksacijom ugljika, ne smatraju se biogorivima jer sadrže ugljik koji se ne izmjenjuje u prirodi već dugo vremena. Biogoriva postaju popularna zbog rasta cijena nafte, potrebe za sigurnijom dobavom energije, zabrinutosti zbog štetnih emisija stakleničkih plinova. 2010. svjetska proizvodnja biogoriva dosegla je 105 milijardi litara, s porastom od 17 % u odnosu na 2009. U prometu ona zauzimaju 2,7 %, s najvećim udjelom bioetanola i biodizela. Svjetska proizvodnja bioetanola je dosegla 86 milijardi litara, a najveći proizvođači su Sjedinjene Američke Države i Brazil (zauzimaju 90 % svjetske proizvodnje). Najveći proizvođači biodizela su zemlje Europske unije s udjelom od 53 % u svjetskoj proizvodnji. Prema podatcima Internacionalne energetske agencije (engl. International Energy Agency), do 2050. biogoriva mogu zadovoljiti četvrtinu svjetske potrebe za gorivima u prometu. Globalno, biogoriva se najčešće koriste za prijevoz i u kućanstvu. Većina goriva za prijevozna sredstva su kapljevita jer vozila zahtijevaju veliku gustoću energije, kao što je ona koja je sadržana u kapljevinama i krutinama. Veliku gustoću energije najlakše i najefikasnije je dobiti motorom s unutarnjim izgaranjem, a on zahtijeva da gorivo bude čisto. Goriva koja najlakše izgaraju su kapljevita i plinovita (mogu se ukapljivati), praktična su za prijenos i izgaraju čisto (bez krutih produkata).

#### Bioplin
Bioplin je plinovito gorivo koji se dobiva anaerobnom razgradnjom ili fermentacijom organskih tvari, uključujući gnojivo, kanalizacijski mulj, komunalni otpad ili bilo koji drugi biorazgradivi otpad. Sastoji se uglavnom od metana i ugljikovog dioksida. U budućnosti bi mogao biti važan izvor energije (energetika). Bioplin, to jest smjesa plinova u kojoj je većina metan može se dobiti od svake biomase. Biomasa je sva organska tvar nastala rastom bilja i životinja. Od svih  obnovljivih izvora energije, najveći se doprinos u bližoj budućnosti očekuje od biomase. Svake godine na zemlji nastaje oko 2 000 milijardi tona suhe biomase. Za hranu se od toga koristi oko 1,2 %, za papir 1 %, i za gorivo 1 %. Ostatak, oko 96 % trune ili povećava zalihe obnovljivih izvora energije. Od biomase se mogu proizvoditi obnovljivi izvori energije kao što su bioplin, biodizel, bioetanol, a suha masa se može mljeti u sitne komadiće pelete, koji se mogu spaljivati u automatiziranim pećima za proizvodnju topline i električne energije.  

### Geotermalna energija
Geotermalna energija postoji otkad je stvorena Zemlja. Nastaje polaganim prirodnim raspadanjem radioaktivnih elemenata koji se nalaze u zemljinoj unutrašnjosti. Duboko ispod površine voda ponekad dospije do vruće stijene i pretvori se u kipuću vodu ili paru. Kipuća voda može dosegnuti temperaturu od preko 150 ºC, a da se ne pretvori u paru jer je pod visokim tlakom. Kad ta vruća voda dospije do površine kroz pukotinu u zemljinoj kori, zovemo je vrući izvor. Ako izlazi pod tlakom, u obliku eksplozije, zove se gejzir. Vrući izvori se širom svijeta koriste kao toplice, u zdravstvene i rekreacijske svrhe. Vrućom vodom iz dubine Zemlje mogu se grijati staklenici i zgrade. Na Islandu, koji je poznat po gejzirima i aktivnim vulkanima, mnoge zgrade i bazeni griju se geotermalnom vrućom vodom.  Vruća voda i para iz dubine Zemlje mogu se koristiti i za proizvodnju električne energije. Buše se rupe u zemlji i cijevi spuštaju u vruću vodu. Vruća voda ili para (pod nižim tlakom vruća voda pretvara se u paru) uspinje se tim cijevima na površinu. Geotermalna elektrana je kao svaka druga elektrana, osim što se para ne proizvodi izgaranjem goriva već se crpi iz zemlje. Daljnji je postupak s parom isti kao kod konvencionalne elektrane: para se dovodi do parne turbine koja pokreće rotor električnog generatora. Nakon turbine para odlazi u kondenzator, kondenzira se, da bi se tako dobivena voda vratila natrag u geotermalni izvor.

### Energija plime i oseke
Energija plime i oseke spada u oblik hidroenergije koja gibanje mora uzrokovano mjesečevim mijenama ili padom i porastom razine mora koristi za pretvorbu u električnu energiju i druge oblike energije. Za sad još nema većih komercijalnih dosega na eksploataciji te energije, ali potencijal nije mali. Energija plime i oseke ima potencijal za stvarnje električne energije u određenim dijelovima svijeta, odnosno tamo gdje su morske mijene izrazito naglašene. Morske mijene su predvidljivije od energije vjetra i sunčeve energije. Taj način proizvodnje električne energije ne može pokriti svjetske potrebe, ali može dati veliki doprinos u obnovljivim izvorima. Razlika u visini plime i oseke varira između (4,5-12,5 m) ovisno o geografskoj lokaciji. Npr. amplitude plime i oseke u Jadranskom moru su 1 m, a na Atlantskom, Tihom i Indijskom oceanu prosječno od 6 do 8 m. Na pojedinim mjestima obale u zapadnoj Francuskoj i u jugozapadnom dijelu Velike Britanije amplituda dostiže i više od 12 m. Na zapadnoeuropskoj atlantskoj obali vremenski razmak između dvije plime iznosi 12 sati i 25 minuta, a na obalama Indokine nastaje samo jedna plima u 24 sata. Za ekonomičnu proizvodnju je potrebna minimalna visina od 7 m. Procjenjuje se da na svijetu postoji oko 40 lokacija pogodnih za instalaciju plimnih elektrana.

### Energija valova
Elektrane na valove su elektrane koje koriste energiju valova za proizvodnju električne energije. Energija valova je obnovljivi izvor energije. To je energija uzrokovana najvećim dijelom djelovanjem vjetra o površinu oceana. Snaga valova se razlikuje od dnevnih mijena plime/oseke i stalnih cirkularnih oceanskih struja.  Za korištenje energije valova moramo odabrati lokaciju na kojoj su valovi dovoljno česti i dovoljne snage. Energija vala naglo opada s dubinom vala, te tako u dubini od 50 m iznosi svega 2 % od energije neposredno ispod površine. Snaga valova procjenjuje se na 2 x 109 kW, čemu odgovara snaga od 10 kW na 1 metar valjne linije. Ta snaga varira ovisno o zemljopisnom položaju, od 3 kW/m na Mediteranu do 90 kW/m na Sjevernom Atlantiku. Energija valova tijekom vremena varira (više i većih valova ima u zimskom periodu ) i ima slučajni karakter. Stvaranje snage iz valova trenutno nije široko primijenjena komercijalna tehnologija, iako su postojali pokušaji njenog korištenja još od 1890. U 2008. pokušano je napraviti zglobni plutajući prigušnik Pelamis u Portugalu, u hidroelektrani na valove Aguçadoura. Koristila je 3 zglobna plutajuća prigušnika Pelamis P-750 i imala ukupno instaliranu snagu 2,25 MW. U studenom iste godine električni generatori su izvađeni iz mora, a u ožujku 2009. projekt je zaustavljen na neodređeno vrijeme. Druga faza projekta u kojoj je trebalo biti ugrađeno dodatnih 25 Pelamis P-750 strojeva i koja je trebala povećati snagu na 21 MW, je u pitanju zbog povlačenja nekih partnera s projekta.

### Vodikova ekonomija
Vodikova ekonomija ili ekonomija vodika je ideja promjene svjetske ekonomije energije ovisne o nafti u onu temeljenu na vodiku. Kada se govori o vodikovoj ekonomiji, u prvom redu se misli na ekološki prihvatljivu proizvodnju vodika u velikim količinama i primjenu u dva velika područja: prijevozu i energetici. Glavni razlog je zagađenje koje izazivaju automobili s pogonom na fosilna goriva (ugljikovodike). Samo u SAD 2001., emisija iz motornih vozila bila je veća od 500 milijuna tona ekvivalentnog ugljika. Prije skoro 50 godina u znanstvenoj i tehničkoj literaturi najavljena je uporaba vodika kao primarnog energetskog izvora u prijevozu i elektroenergetici. Kasnih 1960-tih godina, u NASA Apollo programu upotrijebljena je gorivi članak na vodik kao energetski izvor. U 2003. predsjednik SAD-a Bush i predsjednik EU Prodi potvrdili su viziju vodikove ekonomije. Američko ministarstvo za energiju inicirao je uporabu vodikova goriva, prema kojoj bi vodikova era započela 2024.

### Hladnoća iz svemira
Polovicom rujna 2019. objavljeno je da su inženjeri s kalifornijskog sveučilišta UCLA napravili su uređaj koji koristi ovaj izvor. Za proizvesti električnu energiju služi se termoelektričnim načelom. Struja nastaje zbog razlike u temperaturi između dviju površina. Pored toga koristi fenomen zračećeg hlađenja koji se vidi na površinama koje su okrenute ka nebu tijekom noći i koje mogu postati hladnije od okoline zato što zrače toplinu izravno u svemir, s obzirom na atmosferino neblokiranje infracrvene energije. Iz tih dvaju načela inženjeri su napravili termoelektrični generator koji proizvodi tu struju. To je u stvari jedan aluminijski disk obojen u crno i koji je u kutiji od stiropora, omotanoj aluminijskom folijom. Zrak ispod diska je topliji i kutija drži da tako ostane. Crna površina diska namijenjena je biti površinom koja pušta toplinu ka nebu. Električna energija u ovom termoelektričnom modulu nastaje zbog temperaturne razlike između tog diska i okolnog toplijeg zraka. Ovaj izvor energije nadopuna je solarnim panelima, jer može proizvoditi struju u vrijeme kad nema sunčeva svjetla.

## Poveznice
- Wildpoldsried, Njemačka
- Vodikova ekonomija
- Alternativni pogon